# The Mission (singel)
The Mission – dziewiąty singel oraz utwór niemieckiego DJ-a i producenta – Tomcrafta, wydany 21 października 1998 (dokładnie miesiąc po wydaniu przedostatniego singla "Mind" i tego samego dnia co singel "Gothic") w Niemczech przez wytwórnię Kosmo Records (wydanie CD i 12"). Utwór pochodzi z debiutanckiego albumu Tomcrafta – All I Got (piąty singel z tej płyty). Na singel składają się tylko utwór tytułowy w czterech wersjach (CD) i w dwóch wersjach (12").

## Lista utworów

### CD
1. The Mission (Radio Edit) (4:01)
2. The Mission (Club Mix) (8:23)
3. The Mission (Eniac Remix) (8:50)
4. The Mission (Dark Club Mix) (11:54)

### 12"
1. The Mission (Club Mix) (8:26)
2. The Mission (Dark Club Mix) (11:54)